# Megastigmus rafni
Megastigmus rafni är en stekelart som beskrevs av Hoffmeyer 1929. Megastigmus rafni ingår i släktet Megastigmus och familjen gallglanssteklar.
Artens utbredningsområde är:
- Belgien.
- Danmark.
- Finland.
- Frankrike.
- Nederländerna.

Inga underarter finns listade i Catalogue of Life.